# Walther Krause (Journalist)
Walther Krause (* 7. Januar 1937 in Frankfurt (Oder); † 6. Oktober 2018 in Berlin) war ein deutscher Journalist, Musikwissenschaftler, Programmchef und Hörfunkmoderator.

## Werdegang
Krause flüchtete nach dem Zweiten Weltkrieg mit seinen Eltern in den Westen Deutschlands nach Bad Homburg; sein Vater war Pfarrer. Bereits vor dem erfolgreichen Abschluss seines Studiums der Musikwissenschaft arbeitete er für den Hessischen Rundfunk, 1965 für den Saarländischen Rundfunk. Ab 1968 war er für den ehemaligen Südwestfunk (heute Südwestrundfunk) in Baden-Baden tätig. Dort war Walther Krause ab 1970 Chefredakteur des dritten Hörfunkprogramms, dem späteren SWF3. Sein Nachfolger wurde ab Jahresbeginn 1975 Peter Stockinger. Ab 1978 wechselte er zum Deutschlandfunk (seit 1990 ein Teil von Deutschlandradio) nach Köln und arbeitete dort als Hauptabteilungsleiter für U-Musik. Ende 1995 ging er in den Ruhestand.

## Die Südwestfunk-Jahre
Krause galt als kreativ und experimentierfreudig. Beim Südwestfunk überzeugte er den damaligen Hörfunkdirektor Manfred Häberlen gegen den anfänglichen Widerstand der Technik vom Konzept des Selbstfahrerbetriebs, bei dem ein einziger Mensch gleichzeitig als Redakteur, Moderator und Techniker die Sendung macht. Krause war 1967 in den USA und beobachtete dieses Prinzip bei mehreren Radiostationen. Er gründete und moderierte Ende 1968 im ersten Hörfunkprogramm die „Stars und Hits-Hitparade“ am Samstagabend, welche außer deutschen Schlagern auch internationale Popmusik enthielt. Diese Sendung brachte einen großen Gewinn an Hörern der jungen Generation. Aufgrund dieses Erfolges beauftragte Häberlen im Jahr 1969 Walther Krause damit, auf der dritten UKW-Senderkette ab dem 1. Januar 1970 im Rahmen einer Programmumgestaltung ein neues, spezielles Sendeformat für junge Leute zu entwickeln. Daraus entstand der Pop Shop, welcher anfänglich im eigenen Funkhaus belächelt wurde, sich aber in kurzer Zeit zu einem sehr beliebten Jugendprogramm etablierte. Der SWF übernahm damit eine Vorreiterrolle in der deutschen, ausschließlich öffentlich-rechtlichen Radiolandschaft, in welcher Popmusik sehr rar war. Es schien, als hätte man die heranwachsende Jugend als Hörer-Zielgruppe vergessen. Um aktuellen Pop zu hören, welcher zu dieser Zeit vor allem aus Großbritannien und den USA boomte, musste diese auf ausländische Sender wie zum Beispiel AFN, BFN oder auf das englischsprachige Programm „2-0-8“ von Radio Luxemburg ausweichen.
Seine Mitarbeiter suchte Krause gerne über unkonventionelle Wege. So fragte er zum Beispiel den damaligen Sendebetreuer des Schallplattenlabels Electrola, Frank Laufenberg, der sich mit einem Künstler zum Promotion-Termin beim SWF befand, nach seinen Eindrücken zum gerade absolvierten Interview. Nach Laufenbergs Kritik an der Gesprächsführung des Moderators entgegnete Krause: „Wenn Sie das Gefühl haben, Sie können es besser als der jetzige Moderator, dann machen Sie es doch mal für eine Woche“ – und warb den später führenden, deutschen Rock- und Popmusikexperten von seinem Job bei der Plattenfirma ab. Nach dieser Probewoche war Laufenberg über viele Jahre fester Bestandteil im Team. Zum späteren, erfolgreichen TV-Moderator Hans Meiser, der ebenfalls beim SWF unter Krause anfing, meinte er: „Herr Meiser, bei mir wird das nichts, Sie wären im Fernsehen besser aufgehoben“ – womit er recht behalten sollte.
Allerdings war die Aufgabe des „Erfinders“ des Jugendmagazin Pop Shop in der ersten Hälfte der 1970er-Jahre nicht ohne Herausforderungen: Krause musste die Gratwanderung zwischen einem – durchaus gewollten –  modernen Jugendformat und unflexiblen öffentlich-rechtlichen Grundsätzen schaffen, was hausintern durchaus zu kritischer „Beobachtung“ führte. Seine „Unterhaltungskomplex“ genannte Abteilung wurde im Kellergeschoss des Funkhauses etwas separiert untergebracht. Ganz ohne deutsche Schlagermusik ging es anfangs auch nicht, diese verschwand aber sukzessive aus dem Programm. Aber ungeachtet davon führte Krause seine Abteilung weiter, indem er Innovationen forderte und Ideen förderte und steigerte damit die Hörerzahlen und die Hörerbindungen. Schon bald war mehr Sendezeit und eine Vergrößerung des Teams notwendig. Der Pop Shop war kein Vollzeit-Programm, sondern ein Überbegriff von einzelnen, verschiedenen Sendungen – er startete inklusive Walther Krause mit vier Moderatoren täglich um die Mittagszeit und endete am Spätnachmittag bzw. frühen Abend.
Krause beobachtete die „heftig pulsierende“ in- und ausländischen populären Musikszene und hatte ein Auge auf musikalische Neuentdeckungen. Ende der 1960er-Jahre spielte er als erster Programmchef im deutschen Hörfunk die Band Santana oder den noch völlig unbekannten jungen Liedermacher Reinhard Mey – heute würde man von einem intensiven „Airplay“ sprechen, um den öffentlichen Bekanntheitsgrad der Künstler via Hörfunk zu forcieren. Krause war der Wegbereiter der ab dem 1. Januar 1975 auf Sendung gehenden Vollzeit-Popwelle SWF3, dessen Leitung Peter Stockinger übernahm.

## Beim Deutschlandfunk
1978 wechselte Walther Krause als Hauptabteilungsleiter U-Musik zum ehemaligen Deutschlandfunk nach Köln, wo sein Vorgänger – Krause zufolge – Blas- und Marschtöne der von ihm wenig geliebten „Studentenmusik“ vorzog. Krause reformierte erneut, wenn auch nicht mehr ganz so umfangreich wie beim SWF. Letztlich war der Sender mit seinen neuen Jazz- und Popformaten bei den Hörerzahlen deutlich erfolgreicher. So initiierte Krause etwa die Sendung „Zwischentöne“, die bis in die Gegenwart jeden Sonntagnachmittag mit einem prominenten Gast und dessen Musikauswahl noch gesendet wird.
Privat galt Krause als zurückhaltender und bescheidener Mensch, der eine große Bühne in der Öffentlichkeit vermieden hat und sich lieber im Hintergrund aufhielt.
Walther Krause verstarb am 6. Oktober 2018 in Berlin im Alter von 81 Jahren.